# Dendrocalamus macroculmis
Dendrocalamus macroculmis là một loài thực vật có hoa trong họ Hòa thảo. Loài này được (Rivière) J.Houz. mô tả khoa học đầu tiên năm 1908.